# Hartley Mauditt
Hartley Mauditt – osada w Anglii, w hrabstwie Hampshire, w dystrykcie East Hampshire. Leży 32 km na wschód od miasta Winchester i 72 km na południowy zachód od Londynu.